# Блэк, Скай
Скай Блэк (англ. Skyy Black), настоящее имя Рута Лаверн Льюис (англ. Rutha Laverne Lewis, род. 18 октября 1979, Комптон, Калифорния) — американская порноактриса, участник Зала славы Urban X Award.

## Биография

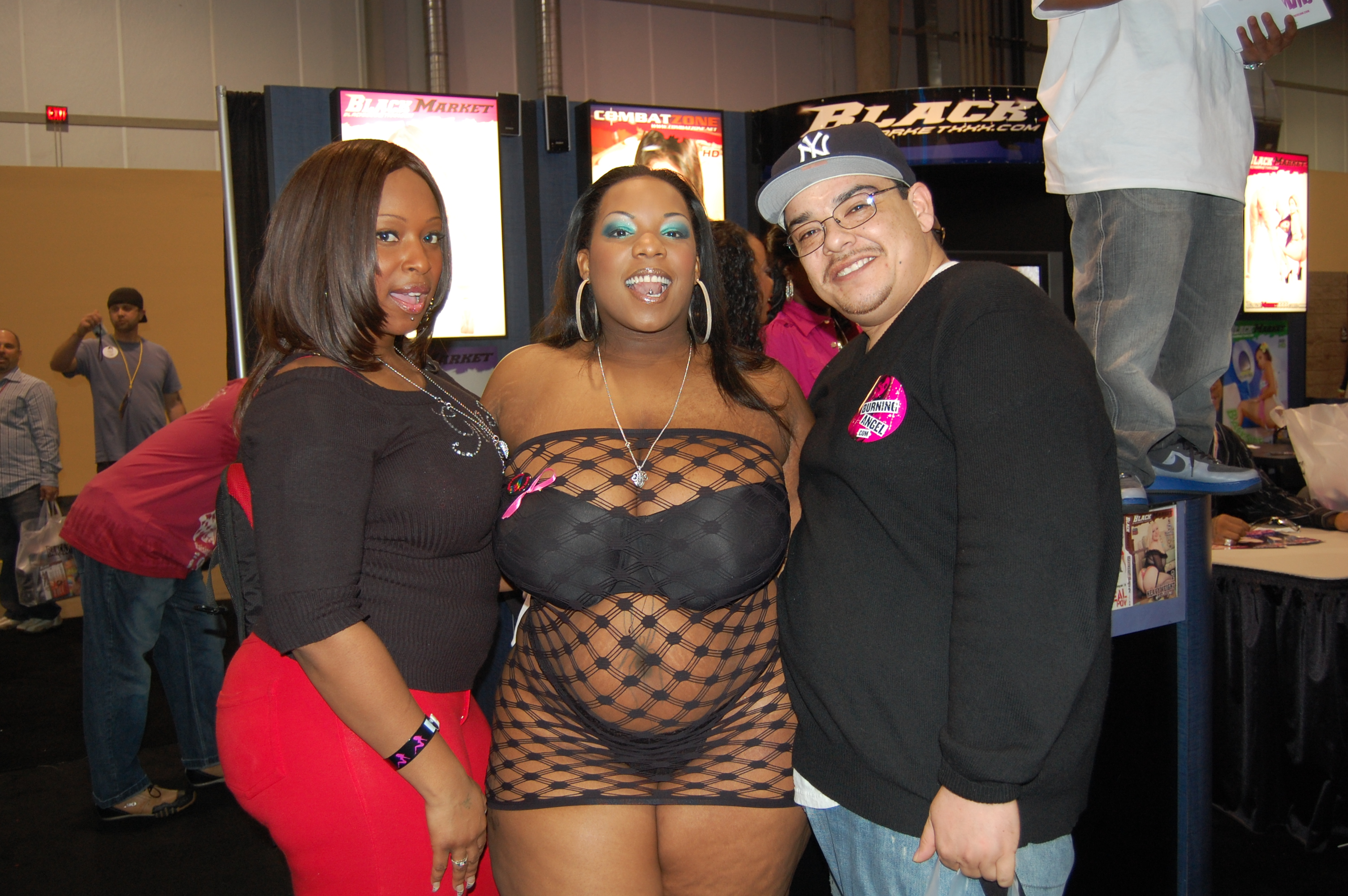
Скай Блэк (слева), Crystal Clear и HoggHeff на AVN Expo, 2009 год

Родилась 18 октября 1979 года в Комптоне, Калифорния. Дебютировала в порноиндустрии в 2000 году, в возрасте около 21 года. Снималась для таких студий, как Afro-Centric, Black Ice, Black Market Entertainment, Cherry Boxxx, Darkside Entertainment, Evasive Angles, West Coast Productions и других.
В 2008 году была номинирована на Urban Spice Awards в категориях «лучшая исполнительница» и «лучшая задница в порно».
Ушла из индустрии в 2014 году, снявшись в 193 фильмах.
В 2017 году включена в Зал Славы Urban X Award.

## Награды и номинации
- 2008 номинация на Urban Spice Awards в категории «лучшая исполнительница»
- 2008 номинация на Urban Spice Awards в категории «лучшая задница в порно»
- 2017 включена в Зал славы Urban X Award[4]